# École des applications militaires de l'énergie atomique
L'École des applications militaires de l'énergie atomique (EAMEA), aussi appelée l'École atomique, est un établissement de l'enseignement supérieur militaire situé à Cherbourg-en-Cotentin qui assure la formation des officiers de l'Armée française et de la Gendarmerie nationale en matière de sciences, de techniques et de sécurité nucléaires. L'EAMEA forme des ingénieurs en génie atomique dans les domaines de la propulsion nucléaire navale et des armes nucléaires.
L’EAMEA forme également des sous-officiers, acteurs de la radioprotection du ministère des Armées en particulier pour la marine nationale, le personnel intervenant à bord des bâtiments à propulsion nucléaire (BPN), tels que les sous-marins à propulsion nucléaire (SNA, SNLE et le porte-avion à propulsion nucléaire), ainsi que le personnel des bases de soutien où se situent les ports-bases de ces BPN et les personnes chargées de la mise en œuvre du suivi radiologique des personnels des magasins entreposant du matériel de rechange naval contenant des radionucléides et assurant la gestion de la radioprotection des personnels de maintenance de ces établissements de logistique et de maintenance susceptibles d'intervenir en zones à accès réglementé.
L'EAMEA forme également des agents du ministère de l'Intérieur.
L'École forme environ 900 élèves par an et emploie 50 enseignants et chercheurs.
Elle fait partie du pôle nucléaire normand, comprenant la centrale nucléaire de Flamanville, l'usine de retraitement de la Hague et l'arsenal de Cherbourg, où Naval Group construit des sous-marins nucléaires.

## Histoire
Créée en 1956, l'École est provisoirement installée à Paris et soutenue par le centre d'études nucléaires de Saclay.
Dès les années 1950, bien que la force de dissuasion nucléaire française n'existe pas encore, les forces françaises ont l'occasion de s'exercer au maniement d'armes nucléaires avec des armes tactiques américaines dans le cadre de l'OTAN, sous doubles clefs. 
En septembre 1958, l'EAMEA vient s'installer à Cherbourg, port constructeur de sous-marins. 
De 1958 à 1962, l'École est placée sous le commandement du capitaine de vaisseau Henri Bellet. Il mène à bien la formation des premiers équipages de la force de dissuasion nucléaire française voulue par le général de Gaulle.
En 1959, l'EAMEA reçoit des stagiaires de l'Armée de terre et de l'Armée de l'air pour son quatrième cycle de formation. 
En 1961, l'École prend le nom d'« École d'application militaire de l'énergie atomique ». 
Du 23 septembre 1964 au 5 septembre 1967, elle est commandée par le capitaine de vaisseau Jean Guillou.
En 1971, le premier sous-marin nucléaire lanceur d'engins (SNLE) français — Le Redoutable — entre en service.
En 1974, l'École change une nouvelle fois d'appellation pour adopter son nom actuel.
Depuis 1998, l’École est placée sous la tutelle de la direction du personnel militaire de la Marine, elle-même sous l'autorité du chef d'état-major de la Marine. C'est la seule école militaire française à offrir un cursus diplômant de troisième cycle de l’enseignement supérieur, sous l’égide de l’Institut national des sciences et techniques nucléaires (INSTN)[réf. nécessaire].